# Акамбай (муниципалитет)
Акамбай (исп. Acambay) — муниципалитет в Мексике, входит в штат Мехико. Население — 58 389 человек.

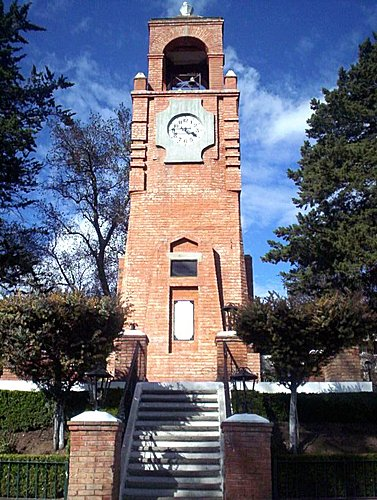
Акамбай